# Милица Трифуновић
Милица Трифуновић (Ваљево, 20. децембра 1987) српска је телевизијска, филмска и позоришна глумица.

## Каријера
Милица Трифуновић је рођена у Ваљеву, а студије глуме завршила на Академији уметности Универзитета у Новом Саду, у класи професорке Јасне Ђуричић. Са њом су студирали Ивана Вуковић, Милица Јаневски, Тијана Марковић, Димитрије Динић, Филип Ђурић, Јован Живановић, Геа Гојак, Драгана Дабовић, Јован Белобрковић, Ана Јовановић и Младен Совиљ. Са колегиницама Милицом Јаневски и Тијаном Марковић извела је дипломску представу Краљице у сомборском Народном позоришту, а комад је на репертоару те куће био наредних неколико година. Године 2012. као гостујућа глумица, добила је главну улогу у подели представе Народна драма, Позоришта Бора Станковић из Врања. Убрзо након те премијере, играла је у представи Галеб, рађеној по тексту Антона Павловича Чехова, а у комаду Аника и њена времена у Атељеу 212, по мотивима дела Ива Андрића, поверена јој је главна улога.
Паралелно са својим почецима у позоришној каријери, остварила је неколико мањих улога у филмовима и на телевизији. Прву запаженију телевизијску улогу имала је у серији Група, у којој је тумачила лик инспекторке Марте Лазаревић. У разговору са представницима медијима рекла је да су јој у грађењу лика помагали стручни сарадници прави и инспектори. Претходно се појавила и у серији Корени, а касније је играла и у Жигосанима у рекету, односно Јужном ветру.

## Улоге

### Позоришне представе
| Представа                             | Улога               | Текст                     | Драматургија /адаптација/ | Режија             | Позориште                    | Премијера           |
| ------------------------------------- | ------------------- | ------------------------- | ------------------------- | ------------------ | ---------------------------- | ------------------- |
| Вишњик                                | Дуњаша              | Антон Павлович Чехов      | Јасна Ђуричић             | Јасна Ђуричић      | Академија уметности Нови Сад | 22. јануар 2011.    |
| Кос                                   | Уна                 | Дејвид Харовер            | Филип Марковиновић        | Филип Марковиновић | Културни центар Новог Сада   | 4. октобар 2011.    |
| Краљице                               | Хела                | Дарко Лукић               | колективна                | колективна         | Народно позориште Сомбор     | 24. април 2012.     |
| Народна драма                         | Анка                | Олга Димитријевић         | Олга Димитријевић         | Снежана Тришић     | Позориште Бора Станковић     | 20. октобар 2012.   |
| Галеб                                 | шаптачица, собарица | Антон Павлович Чехов      | Катја Легин               | Томи Јанежич       | Српско народно позориште     | 26. октобар 2012.   |
| Случајеви                             |                     | Муза Павлова              | Богдан Трифуновић         | Богдан Трифуновић  | Театар Вук                   | 29. јануар 2014.    |
| Курве                                 | Ники                | Грегори Берк              | Јана Маричић              | Јана Маричић       | Народно позориште Сомбор     | 7. фебруар 2014.    |
| Опера за три гроша                    | курва               | Бертолт Брехт — Курт Вајл | Катја Легин               | Томи Јанежич       | Српско народно позориште     | 16. јун 2014.       |
| Смрт Ивана Иљича                      |                     | Лав Николајевич Толстој   | Катја Легин               | Томи Јанежич       | Српско народно позориште     | 27. фебруар 2015.   |
| Кафа и цигарете – Поздрав из Београда | Маша                | Миа Кнежевић              | Миа Кнежевић              | Миа Кнежевић       | Атеље 212                    | 29. септембар 2015. |
| Heimatbuch (Књига о завичају)         | Роза Драх           | Каћа Челан                | Каћа Челан                | Горчин Стојановић  | Народно позориште Сомбор     | 16. октобар 2015.   |
| Голубија времена                      | Зора                | Миливоје Млађеновић       | Миливоје Млађеновић       | Богдан Јанковић    | Народно позориште Сомбор     | 4. децембар 2015.   |
| Деца радости                          | Муза                | Олга Димитријевић         | Димитрије Коканов         | Снежана Тришић     | Атеље 212                    | 13. новембар 2016.  |
| Аника и њена времена                  | Аника               | Ана Ђорђевић              | Ана Ђорђевић              | Ана Ђорђевић       | Српско народно позориште     | 20. октобар 2017.   |
| Ноћна стража                          | Софија Петровић     | Федор Шили                | Јелена Мијовић            | Борис Лијешевић    | Атеље 212                    | 29. март 2018.      |
| Пут око света за 60 секунди           |                     | Владимир Арсенијевић      | Ђорђе Петровић            | Миа Кнежевић       | Српско народно позориште     | 4. октобар 2018.    |

### Филмографија
| Год.       | Назив                               | Улога                |
| ---------- | ----------------------------------- | -------------------- |
| 2009.      | Јесен у мојој улици                 | Милица               |
| 2012.      | Фрагменти (кратки филм)             | Девојка              |
| 2012.      | IMG_0048 (кратки филм)              | Ана                  |
| 2013.      | Доста добра ламперија (кратки филм) |                      |
| 2015.      | Бићемо прваци света                 | Илинка Аксентијевић  |
| 2015.      | Отаџбина                            | Мина                 |
| 2016.      | Транзиција (кратки филм)            | Сенка                |
| 2018.      | Корени (серија)                     | Радмила              |
| 2019.      | Група (серија)                      | Марта Лазаревић      |
| 2019—2020. | Жигосани у рекету                   | Милица, Рељина бивша |
| 2020.      | Јужни ветар (серија)                | Хипстерка            |
| 2021.      | Келти (филм)                        | Лана                 |
| 2022.      | Бунар (ТВ серија)                   | Нада                 |
| 2023.      | Јужни ветар: На граници             | Нина                 |
| 2023.      | Посета (серија)                     | Анђа                 |
| 2024.      | V ефекат                            | Верица               |
| 2024.      | Девојачко вече                      |                      |